# 三朝バイオリン美術館

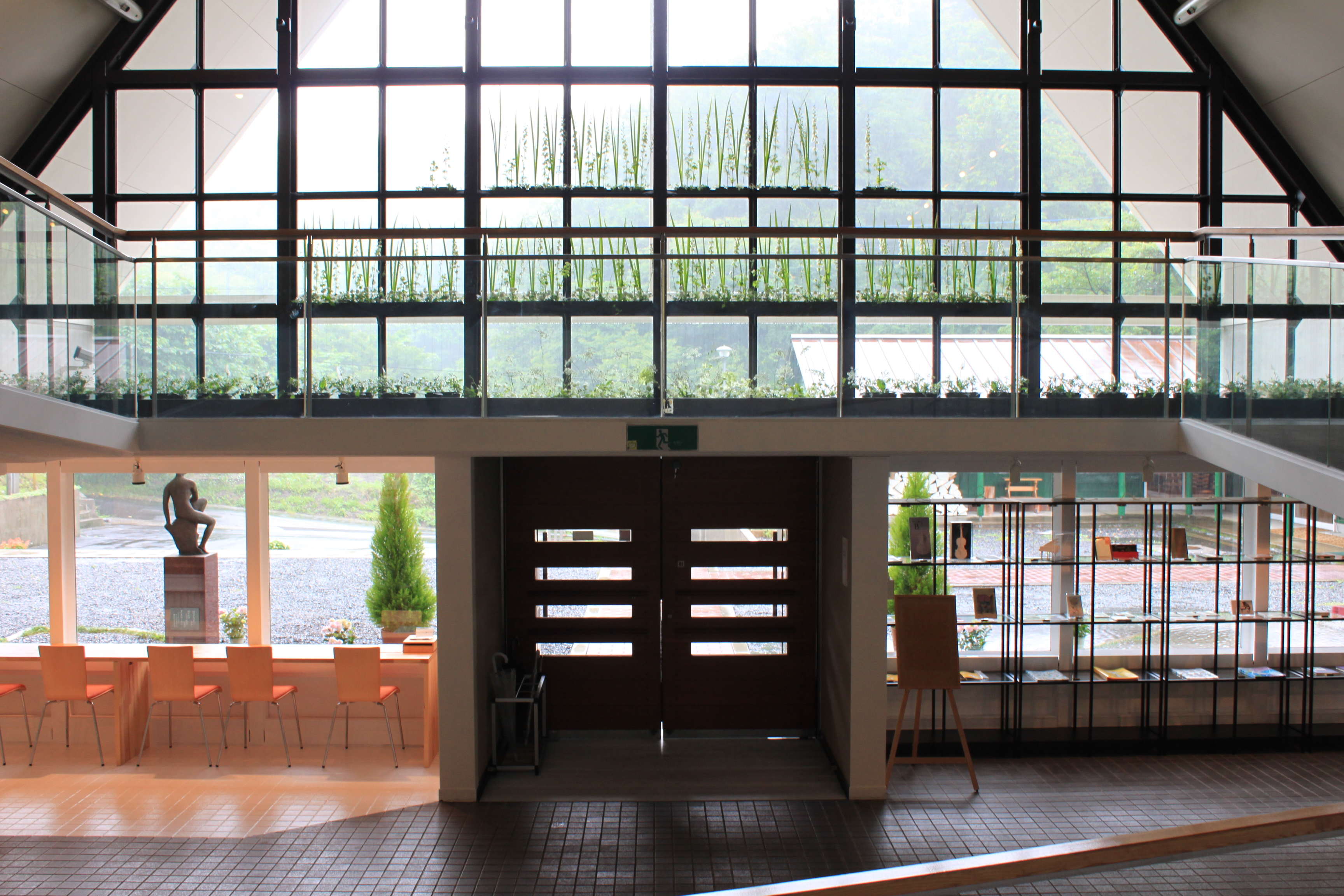
内観

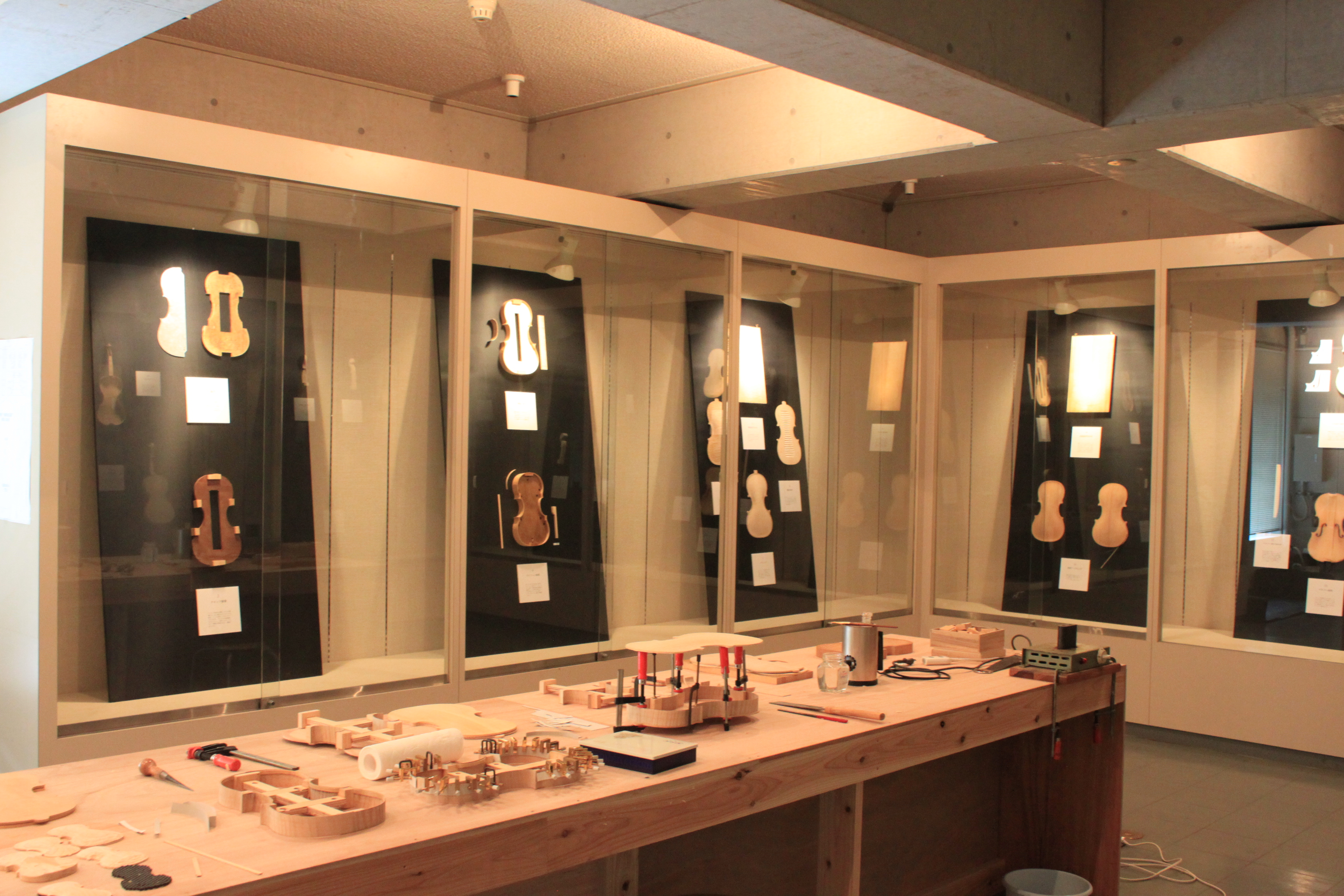
内観

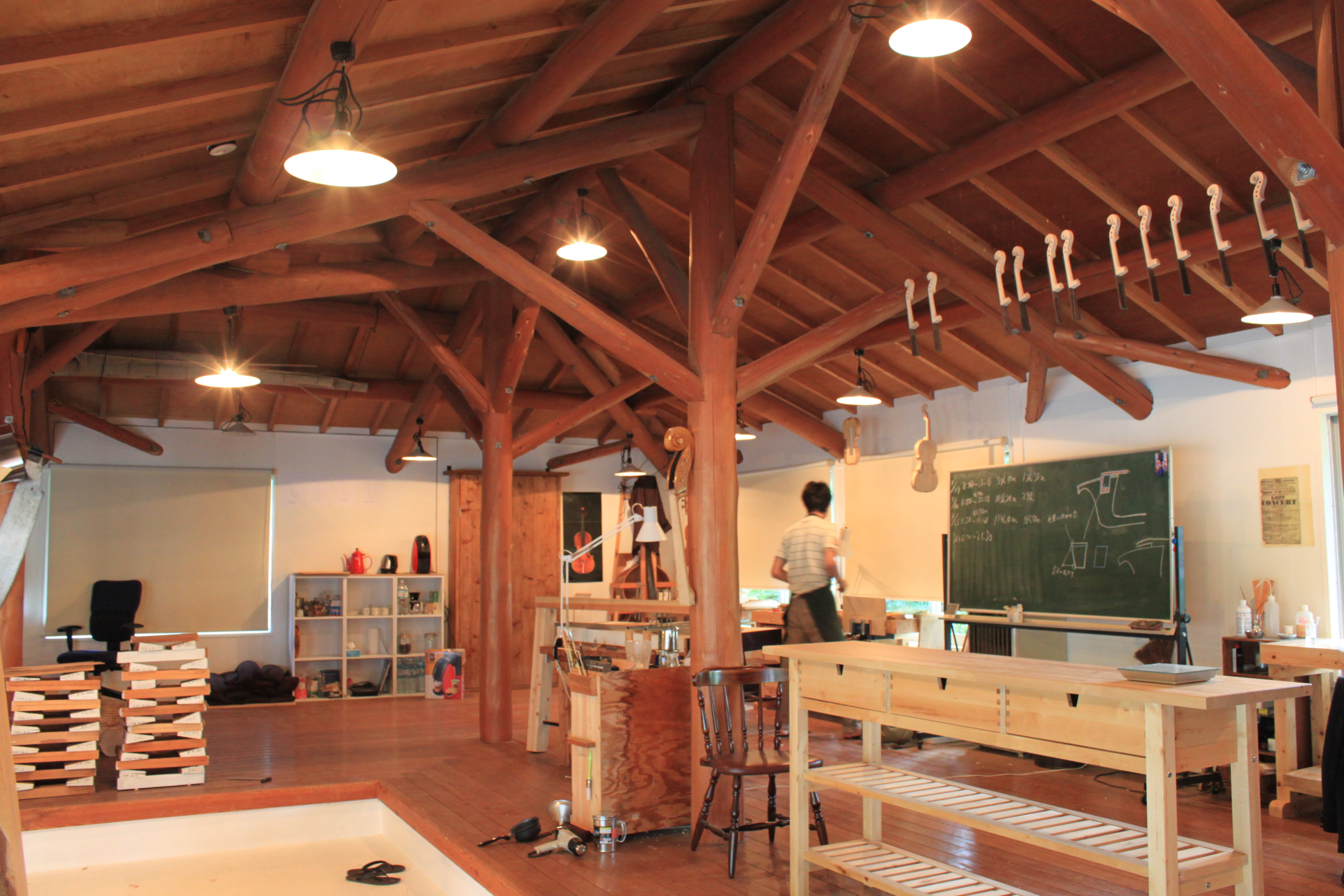
鳥取ヴァイオリン製作学校

三朝バイオリン美術館（みささばいおりんびじゅつかん）は、鳥取県東伯郡三朝町の三朝温泉にある美術館。1984年（昭和59年）に開館した。

## 概要
三朝バイオリン美術館は、ヴァイオリン職人が楽器を作りはじめるところから、演奏家が音楽を奏でるところまでを一同に見ることのできる国内随一の展示施設である。
1階では職人が楽器を作ったり、音色を調整する様子を間近に見ることができる。また、一流のヴァイオリン職人を目指す生徒たちが修業している様子も見学できる（＝鳥取ヴァイオリン製作学校。現在は展示館横の創作館）。2階は音楽ホールとして利用されており、豊かな残響に囲まれる中で、演奏家の奏でる弦楽器の音色に耳を澄ませることができる。
2013年以降三朝バイオリン美術館を管理しているのは「みささ弦楽プロジェクト」という団体であり、「三朝町を弦楽器の聖地にする」という志のもと組織された団体である。
建物は合掌造りを模した設計で、その広く高い内部空間によって得られる豊かな響きから、コンサート会場としても評価を得ている。
なお、美術館には隣接する倉吉市を長年活動の本拠とした板画家長谷川富三郎の作品約450点が所蔵されており、以前三朝町直営の「みささ美術館」だった当時は常設展示コーナーが設けられていたが、2013年の民間委託・名称変更後は展示されていない。

## 利用情報
- 入館料 - 一般500円・小中高校生250円・未就学時、高齢者（80歳以上）及び身障者（付添1名を含む）無料
- 開館時間 - 午前10時～午後6時（入館は5時45分）まで
- 休館日 - 火曜日（祝日は開館）ほか臨時休館日あり

## 建築概要
- 設計 - 環境開発研究所[要出典]
- 設立 - 1983年
- 竣工 - 1984年
- 延床面積 - 863m2
- 所在地 - 〒682-0123 鳥取県東伯郡三朝町三朝199-1

- 北緯35度24分41.33秒 東経133度53分46.97秒 / 北緯35.4114806度 東経133.8963806度
- 三朝町 - 地理院地図
- 三朝町 - Google マップ

## 交通アクセス
- 山陰本線 倉吉駅から日ノ丸バス「三朝車庫」「三徳山」行きで25分、「三朝温泉」下車、徒歩5分